# Erythroxylum barbatum
Erythroxylum barbatum es una especie de planta perteneciente a la familia Erythroxylaceae. El área de distribución nativa de esta especie es Brasil. Es un arbusto que crece principalmente en el bioma tropical húmedo.

## Taxonomía
Erythroxylum barbatum fue descrita por el botánico alemán Otto Eugen Schulz y la descripción publicada en Das Pflanzenreich IV. 134(Heft 29): 21, f. 6. en 1907.